# نهر صرصر
نهر صرصر من أنهار بغداد القديمة، يحمل الماء من الفرات ويصب في دجلة قرب قرية زريران فوق المدائن، واسافل هذا النهر تسقي طسوج بادوريا، جنوب بغداد الغربي.
وكانت تجري فيه السفن وعلى النهر مدينة صرصر، وعليه فيها جسر من مراكب يعبر عليه، ومدينة صرصر عامرة بالنخيل والزروع وسائر الثمار، من بغداد ثلاثة فراسخ، ثم ينتهي على فرسخين من نهر الملك وهو كبير أيضًَا وغزارة مائه اضعاف نهر صرصر. وظلت صرصر مدينة ذات شأن حتى ختام القرن الثامن الهجري (الرابع عشر الميلادي)، حينما استولى تيمور على بغداد، وعسكر في الأرباض المجاورة لها.
أما ياقوت الحموي فيبدوا انه قد اختلط عليه الأمر لقرب نهر عيسى من نهر صرصر، حيث يقول: وصرصر قريتان في سواد بغداد، صرصر العليا وصرصر السفلى، وهما على ضفة نهر عيسى، ويستدرك فيقول: وربما قيل نهر صرصر فنسب النهر إليهما. والصحيح نهر عيسى ونهر صرصر، نهران موجودان ومختلفان وكل واحد منهما له مساره الخاص به. ونهر صرصر قد ذكره الشعراء، وهذا عبيد الله بن الحر يقول:
وصرصر في طريق الحاج من بغداد، وقد كانت تسمى قديماً قصر الدير أو صرصر الدير، وقد خرج جماعة من التجار والأعيان وأرباب الأموال. وعند احتلال بغداد من قبل المغول، فقد كان من صرصر أحد العلماء اللذين لم ينصاعوا لأمر زعيم التتر هولاكو عند طلبه له، وواجه جنوده بالحجارة فلما وصلوا اليه بعد ان جرح عدد منهم قتلوه، وهو العلامة جمال الدين الصرصري. ويذكر الادريسي، ان نهر صرصر عليه مدينة صرصر، تجري فيه السفن، وبين مدينة صرصر وبغداد تسعة أميال، وهي مدينة عامرة كثيرة التجار والأسواق، وبها فواكه وخير وافر ولا سور لها، ولها جسر من مراكب يعبر الناس عليه، ومن نهر صرصر إلى نهر الملك ستة أميال. واشار إلى نهر صرصر أبو الفداء إسماعيل بن علي صاحب حماة، في كتابه تقويم البلدان حيث قال: ونهر صرصر مخرجه من الفرات تحت نهر عيسى، ويسير في سواد العراق بين بغداد والكوفة حتى يصل إلى صرصر، ويسقي ماعليه من البلاد، ويصب في دجلة بين بغداد والمدائن.